# Friedrich Wilhelm Ziegler
Friedrich Wilhelm Ziegler, född 1761 i Braunschweig, död den 21 september 1827 i Pressburg, var en tysk teaterförfattare.
Ziegler anställdes 1784 som skådespelare vid Burgteatern i Wien och tillhörde densamma ända till 1822. Under tävlan med Iffland och Kotzebue frambragte Ziegler ett fyrtiotal ganska verkningsfulla pjäser, bland vilka det rörande skådespelet Parteiwuth (1817) och lustspelet Die vier Temperamente (1821) blev mest omtyckta. Hans Sämmtliche dramatische Werke utgavs i 13 band 1829.